# Алтона (Нью-Йорк)
Алтона (англ. Altona) — місто (англ. town) в США, в окрузі Клінтон штату Нью-Йорк. Населення — 2666 осіб (2020).

## Демографія
Згідно з переписом 2010 року, у місті мешкало 2887 осіб у 957 домогосподарствах у складі 675 родин. Було 1170 помешкань
Расовий склад населення:
| - 88,9 % — білих - 8,5 % — чорних або афроамериканців - 0,6 % — корінних американців - 0,1 % — азіатів |

До двох чи більше рас належало 1,2 %. Частка іспаномовних становила 2,8 % від усіх жителів.
За віковим діапазоном населення розподілялося таким чином: 20,2 % — особи молодші 18 років, 69,5 % — особи у віці 18—64 років, 10,3 % — особи у віці 65 років та старші. Медіана віку мешканця становила 38,6 року. На 100 осіб жіночої статі у місті припадало 134,7 чоловіків;  на 100 жінок у віці від 18 років та старших — 141,9 чоловіків також старших 18 років.
Середній дохід на одне домашнє господарство  становив 55 651 долар США (медіана — 40 875), а середній дохід на одну сім'ю — 67 636 доларів (медіана — 46 736). Медіана доходів становила 48 304 долари для чоловіків та 36 250 доларів для жінок. За межею бідності перебувало 15,9 % осіб, у тому числі 16,2 % дітей у віці до 18 років та 10,4 % осіб у віці 65 років та старших.
Цивільне працевлаштоване населення становило 1000 осіб. Основні галузі зайнятості: освіта, охорона здоров'я та соціальна допомога — 26,2 %, виробництво — 15,5 %, публічна адміністрація — 12,5 %.